# University of Illinois at Urbana-Champaign

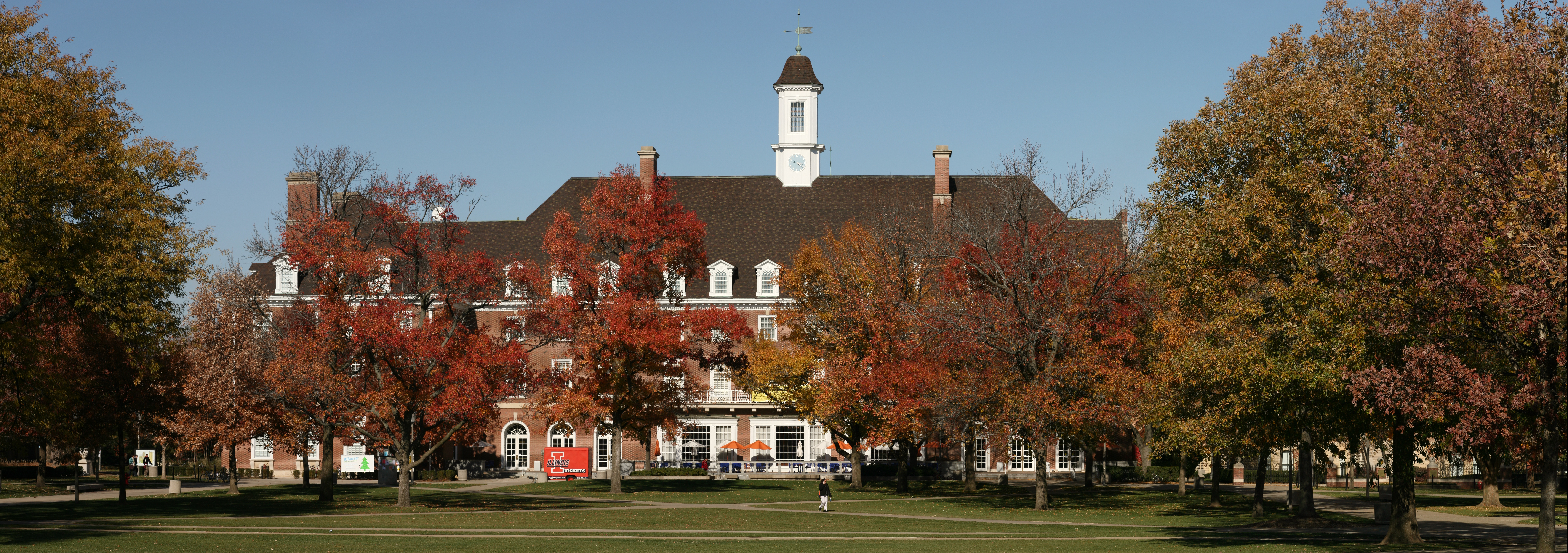
Campus der UIUC, Main Quad und Illini Union

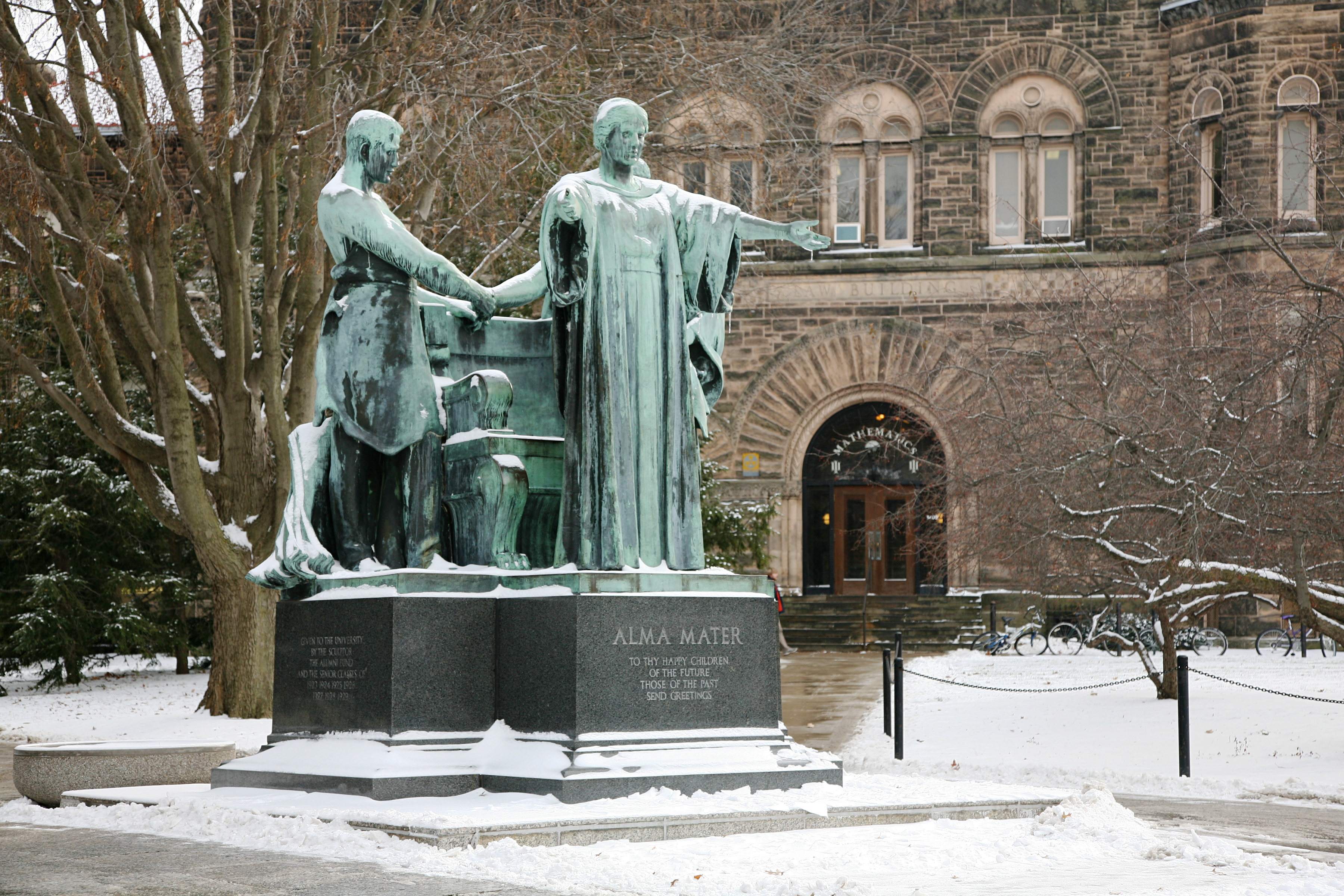
Alma-Mater-Statue der UIUC

Die University of Illinois at Urbana-Champaign (auch UIUC oder U of I genannt) ist eine staatliche Universität in Urbana und Champaign im US-Bundesstaat Illinois, die 1867 gegründet wurde. Der Campus befindet sich auf der Grenze der beiden Städte. Die Hochschule ist der wichtigste Standort der University of Illinois und gehört zu den besten staatlichen Universitäten in den Vereinigten Staaten (sogenannte Public Ivy). Sie ist zudem Mitglied in der Association of American Universities, einem Verbund führender amerikanischer Forschungsuniversitäten. Die Universität verfügt über einen eigenen Flughafen, den südlich von Savoy gelegenen University of Illinois Willard Airport.

## Bibliothek
Zu der University of Illinois at Urbana-Champaign gehört die mit über 13 Millionen Büchern größte öffentliche Universitätsbibliothek der USA. Der Bibliothek gehören 22 Millionen Einzelstücke, über den Online-Katalog hat sie täglich mehr als eine Million Zugriffe weltweit. Ein Ergänzungsbau der Bibliothek wurde unterirdisch gelegt; laut einer modernen Sage („urban legend“) geschah dies, damit das älteste Experimentierfeld der Agrarforschung, Morrow Field, bei der das laufende Experiment schon über hundert Jahre dauert, nicht überschattet wird.

## Forschung
Die Universität beherbergt unter anderem das National Center for Supercomputing Applications (NCSA). Hier wurden beispielsweise der Mosaic-Browser, der die Grundlagen für heutige Webbrowser wie Mozilla Firefox und Internet Explorer schuf, der Apache HTTP Server sowie das NCSA-Telnet geschaffen. In einer Kooperation mit IBM und der National Science Foundation wurde daran gearbeitet, den damals schnellsten Supercomputer der Welt zu bauen. Dieser trägt den Namen „Blue Waters“ und ist in der Lage, eine Billiarde Berechnungen pro Sekunde auszuführen.
In jüngerer Vergangenheit wurden zwei neue Forschungs- und Lehreinrichtungen auf dem Campus eröffnet: zum einen das Siebel Center for Computer Science (2004), zum anderen das Institute for Genomic Biology (2006).
Als Teil seiner „Five Campus Tour“ (Harvard University, MIT, Cornell University, Carnegie Mellon University und University of Illinois) mit dem Titel „Software Breakthroughs: Solving the Toughest Problems in Computer Science“ erklärte Bill Gates am 24. Februar 2004, dass Microsoft mehr Graduierte der University of Illinois einstelle als von jeder anderen höheren Bildungseinrichtung der Welt.
Alumnus William M. Holt, ein Senior Vice-President von Intel, erklärte in seiner Rede „R&D to Deliver Practical Results: Extending Moore's Law“ vor Studenten am 27. September 2007 ebenfalls, dass Intel mehr Doktoranden der University of Illinois einstellt als von jeder anderen US-Universität.
Auch die Elektrotechnische Fakultät genießt als Geburtsort der ersten lichtemittierenden Diode (LED) einen weltweiten Ruf. Die Halbleitertechnik wurde hier in den 1950er und 1960er Jahren besonders intensiv erforscht, und mehrere Nobelpreisträger waren und sind in Lehre und Forschung an der UIUC tätig.
2007 wurde das von der Universität betriebene Forschungsinstitut Institute for Condensed Matter Theory (ICMT) eröffnet, dem als Direktor Paul Goldbart und als leitender Forscher Anthony Leggett vorstehen. Das ICMT ist momentan im Engineering Science Building auf dem Campus untergebracht.

## Zahlen zu den Studierenden und den Dozenten
Im Herbst 2021 waren 56.607 Studierende an der UIUC eingeschrieben. Davon strebten 34.779 (61,4 %) ihren ersten Studienabschluss an, sie waren also undergraduates. Von diesen waren 46 % weiblich und 54 % männlich; 21 % bezeichneten sich als asiatisch, 6 % als schwarz/afroamerikanisch, 14 % als Hispanic/Latino, 40 % als weiß und weitere 14 % kamen aus dem Ausland. 21.828 (38,6 %) arbeiteten auf einen weiteren Abschluss hin, sie waren graduates. Es lehrten 2.728 Dozenten an der Universität, davon 2.423 in Vollzeit und 305 in Teilzeit.
Im Herbst 2020 waren 52.679 Studierende an der UIUC eingeschrieben, davon 33.683 (63,9 %) undergraduates und 18.996 (36,1 %) graduates. Von den undergraduates waren 46 % weiblich und 54 % männlich; 20 % bezeichneten sich als asiatisch, 6 % als schwarz/afroamerikanisch, 14 % als Hispanic/Latino und 42 % als weiß.  Es lehrten 2.713 Dozenten an der Universität, davon 2.434 in Vollzeit und 279 in Teilzeit.
2010 waren es 41.495 Studierende gewesen, davon 10.322 Graduierte.

## Sport
Die Sportteams der UIUC sind die Fighting Illini. Die Hochschule ist Mitglied in der Big 10 Conference.

## Rankings
Gemäß der internationalen Rangfolge („ranking“) des „Institute of Higher Education“ der Jiaotong-Universität Shanghai nimmt die University of Illinois in der Liste der besten Universitäten der Welt den 25. Platz ein. Gemäß dem „Academic Ranking of World Universities by Broad Subject Fields“, das 2008 ebenfalls vom Institute of Higher Education durchgeführt wurde, gilt Illinois in den Fachgebieten Engineering/Technology und Computer Sciences als drittbeste Universität weltweit, nach dem MIT und der Stanford University.

## Persönlichkeiten
Alumni der University of Illinois haben zahlreiche international bekannte Firmen gegründet, wie Netscape Communications, AMD, PayPal, Oracle Corporation, Siebel Systems, Lotus Software, YouTube und Gebäude wie den Sears Tower und das John Hancock Center entworfen.

### Professoren
- John Bardeen (1908–1991), 1951–1991 – Nobelpreis Physik 1953, Nobelpreis Physik 1972
- Leonard Bloomfield (1887–1949), 1910–1921 – Linguist, Vertreter des amerikanischen Strukturalismus
- Walter Höllerer (1922–2003), 1968–1993 – deutscher Schriftsteller, Germanist
- John David Jackson (1925–2016), 1957–1967 – Physiker
- Paul Christian Lauterbur (1929–2007), 1985–2007 – Nobelpreis für Medizin 2003
- Anthony James Leggett (* 1938) – Nobelpreis Physik 2003
- Salvador Luria (1912–1991), 1950–1959 – Nobelpreis Physiologie/Medizin 1969
- Franco Modigliani (1918–2003), 1948–1952 – Nobelpreis Wirtschaftswissenschaften 1985
- Ernst Alfred Philippson (1900–1993), 1947–1968 – germanistischer Mediävist (Altgermanist)
- Carl Woese (1928–2012) – Professor für Mikrobiologie und Gewinner des Crafoord Preises 2003
- Donald M. Ginsberg (1933–2007) – Physiker, Autor „Physical Properties of High Temperature Superconductors“ (5. Bde.)
- Ralph Johnson (* 1955) – Informatiker, Mitglied der Gang of Four (Design Patterns)
- Gregorio Weber (1916–1997), 1962–1986 – Professor für Biochemie und Begründer der modernen Fluoreszenzspektroskopie

### Absolventen

#### Nobelpreisträger
- Edward Adelbert Doisy (1893–1986), B.S. 1914, M.S. 1916 – Nobelpreis Physiologie/Medizin 1943
- Vincent du Vigneaud (1901–1978), B.S. 1923, M.S. 1924 – Nobelpreis Chemie 1955, war auch Professor
- Robert W. Holley (1922–1993), B.A. 1942 – Nobelpreis Physiologie/Medizin 1968
- Jack Kilby (1923–2005), B.S. 1947 – Nobelpreis Physik 2000
- Edwin G. Krebs (1918–2009), B.A. 1940 – Nobelpreis Physiologie/Medizin 1992
- Polykarp Kusch (1911–1993), M.S. 1933, Ph.D. 1936 – Nobelpreis Physik 1955
- John Robert Schrieffer (1931–2019), M.S. 1954, Ph.D. 1957 – Nobelpreis Physik 1972, war auch Professor
- Phillip Sharp (* 1944), Ph.D. 1969 – Nobelpreis Chemie 1993
- Wendell Meredith Stanley (1904–1971), M.S. 1927, PhD. 1929 – Nobelpreis Chemie 1946
- Rosalyn Yalow (1921–2011), M.S. 1942, Ph.D. 1945 – Nobelpreis Physiologie/Medizin 1977